# فرودگاه (فیلم ۱۹۹۳)
فرودگاه (انگلیسی: Airport) یک فیلم است که در سال ۱۹۹۳ منتشر شد.